# Mark Island (Nunavut)
Mark Island – niezamieszkana wyspa w Zatoce Frobishera, w Archipelagu Arktycznym, w regionie Qikiqtaaluk, na terytorium Nunavut, w Kanadzie. W pobliżu Mark Island położone są wyspy: Culbertson Island, Low Island, McAllister Island, Peak Island i Precipice Island.